# Parafia Wniebowzięcia Najświętszej Maryi Panny w Gumniskach
Parafia Wniebowzięcia Najświętszej Maryi Panny – parafia rzymskokatolicka w Gumniskach, diecezja tarnowska.
Parafia Gumniska powstała w około XIV wieku a obecny kościół został konsekrowany w 1960 roku.
Do parafii należą wierni z miejscowości: Gumniska, Braciejowa i Głobikowa.

## Przypisy

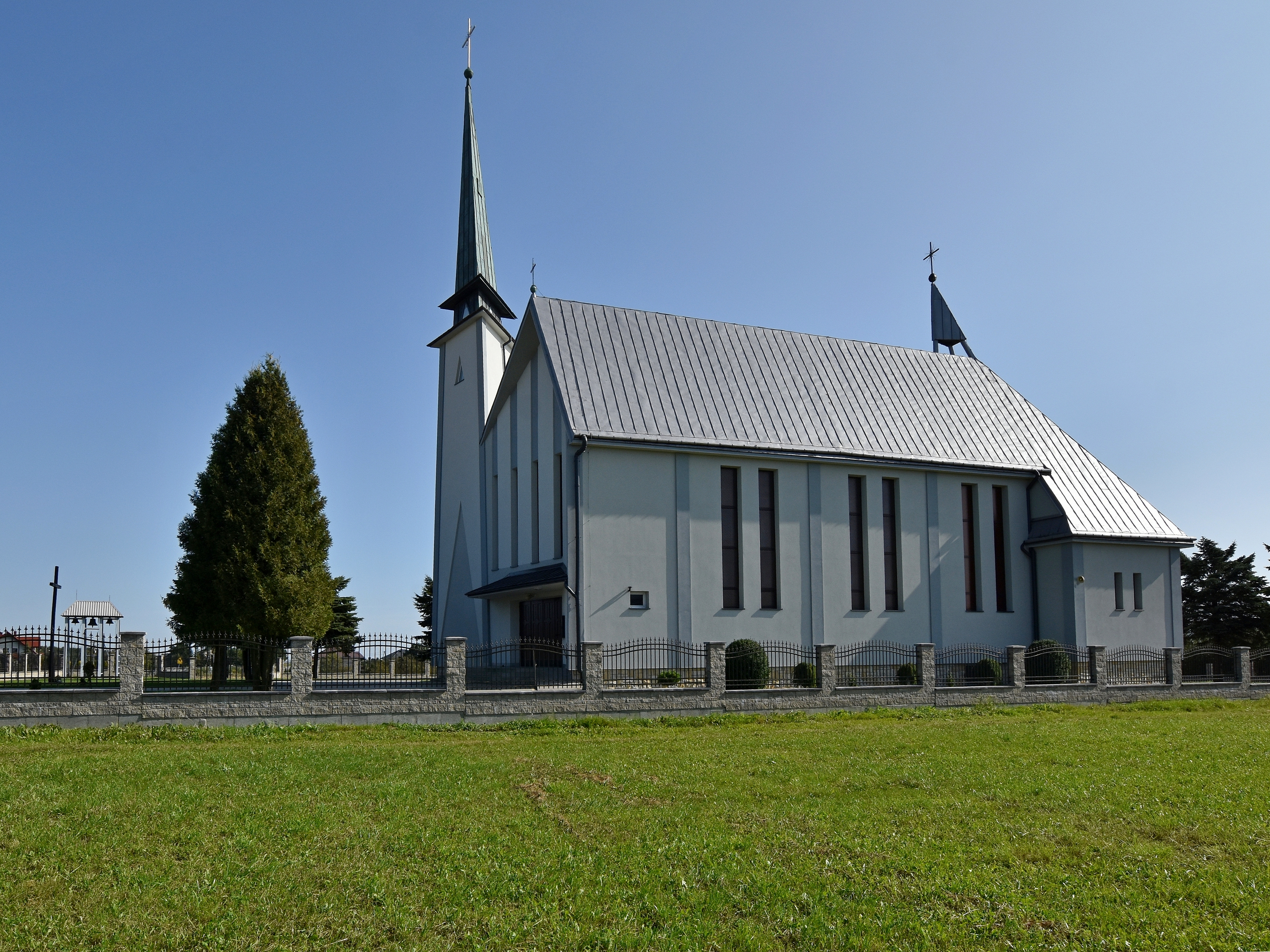
Kościół filialny w Głobikowej